# Hoàng Xuân Vinh
Hoàng Xuân Vinh (Hanoi, 6 oktober 1974) is een Vietnamees schutter. Hij komt uit voor Vietnam bij het schieten op de onderdelen 10m luchtpistool en 50m pistool. Bij de Olympische Zomerspelen 2016 in Rio de Janeiro won hij op zaterdag 6 augustus de gouden medaille op het onderdeel 10m luchtpistool. Het was de eerste gouden medaille voor Vietnam in de geschiedenis.

## Olympische medailles
- Rio de Janeiro 2016
  -  - 10 meter luchtpistool
  -  - 50 meter pistool

1988: Tanjoe Kirjakov ·
1992: Wang Yifu ·
1996: Roberto Di Donna ·
2000: Franck Dumoulin ·
2004: Wang Yifu ·
2008: Pang Wei ·
2012: Jin Jong-oh ·
2016: Hoàng Xuân Vinh ·
2020: Javad Foroughi ·
2024: Xie Yu
- Gemeinsame Normdatei: 1256630373
- Virtual International Authority File: 691165272358910690003